# Clément Mignon
Clément Mignon (ur. 21 stycznia 1993 w Aix-en-Provence) – francuski pływak specjalizujący się w stylu dowolnym, wicemistrz olimpijski z 2016 roku, medalista mistrzostw świata i Europy.

## Kariera pływacka
Na mistrzostwach świata na krótkim basenie w 2014 roku zdobył trzy medale, wszystkie w sztafetach. Mignon złoto wywalczył w sztafecie 4 × 100 m stylem dowolnym, gdzie reprezentacja Francji ustanowiła nowy rekord mistrzostw (3:03,78 min). Płynął w eliminacjach sztafet zmiennych 4 × 50 m i zdobył srebrny medal, gdy w finale Francuzi uplasowali się na drugim miejscu. W sztafecie 4 × 100 m stylem zmiennym wywalczył brązowy medal. Indywidualnie startował na 50 i 200 m stylem dowolnym. W pierwszej z tych konkurencji z czasem 21,35 był ósmy. Na dystansie 200 m kraulem nie zakwalifikował się do finału i ostatecznie zajął 18. miejsce.
Rok później, podczas mistrzostw świata w rosyjskim Kazaniu płynął w eliminacjach sztafet 4 × 100 m stylem dowolnym i zdobył złoty medal po tym jak Francuzi zajęli w finale pierwsze miejsce. Brał także udział w sztafecie mieszanej 4 × 100 m stylem dowolnym (9. miejsce) i sztafecie kraulowej 4 × 200 m (11. miejsce). W konkurencji 50 m stylem dowolnym uplasował się na 19. miejscu po uzyskaniu w eliminacjach czasu 22,50 s, a na 200 m stylem dowolnym został zdyskwalifikowany.
Na igrzyskach olimpijskich w Rio de Janeiro popłynął w eliminacjach sztafet 4 × 100 m kraulem. W finale tej konkurencji Francuzi wywalczyli srebrny medal. Mignon brał także udział w sztafecie 4 × 100 m stylem zmiennym, ale sztafeta francuska nie awansowała do finału i ostatecznie zajęła 10. miejsce. Ponadto indywidualnie wystartował na 100 m kraulem, ale nie awansował do finału i z czasem 48,57 s zajął 14. miejsce.
We wrześniu 2018 roku poinformował o zakończeniu kariery sportowej.